# E651

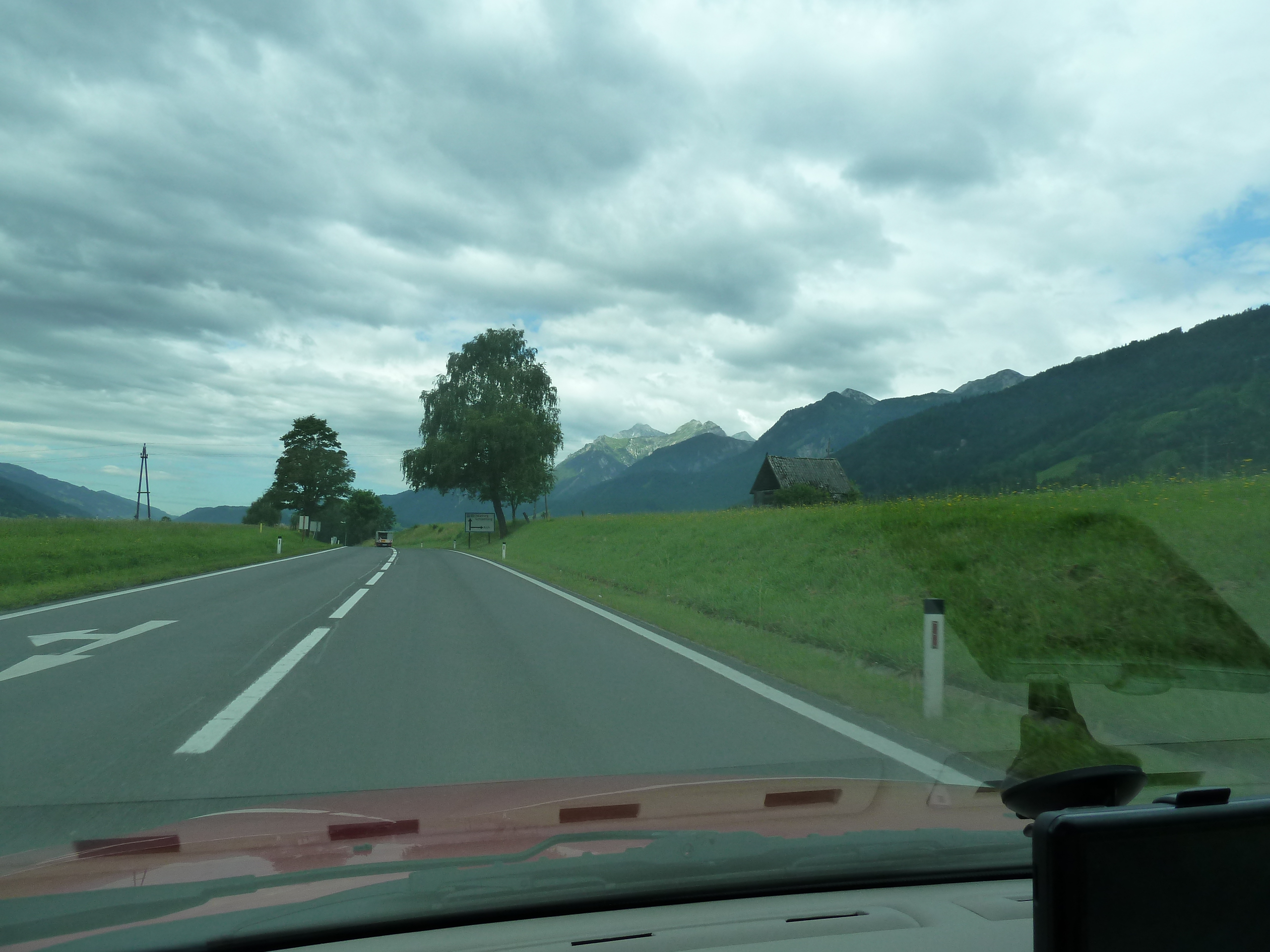
E651 nära Aich

E651 eller Europaväg 651 är en europaväg som går mellan Altenmarkt im Pongau och Liezen i Österrike, en längd på 80 km.

## Sträckning
Altenmarkt im Pongau - Liezen

## Standard
Vägen är landsväg hela sträckan. Den följer väg B320 (skyltas 320).

## Anslutningar till andra europavägar
- E55
- E57